# Taubenkropf-Leimkraut
Das Taubenkropf-Leimkraut (Silene vulgaris), auch Gewöhnliches Leimkraut, Aufgeblasenes Leimkraut, Klatschnelke, Blasen-Leimkraut oder Knirrkohl genannt, ist eine Pflanzenart aus der Gattung Leimkräuter (Silene) innerhalb der Familie der Nelkengewächse (Caryophyllaceae). Obwohl diese Wiesenpflanze zur Gattung der Silene zählt, ist sie nicht klebrig. Silene vulgaris darf nicht mit dem Taubenkropf oder Hühnerbiss (Cucubalus baccifer, Syn.: Silene baccifera) verwechselt werden, der auch eine ähnliche Blütenform aufweist.

## Beschreibung

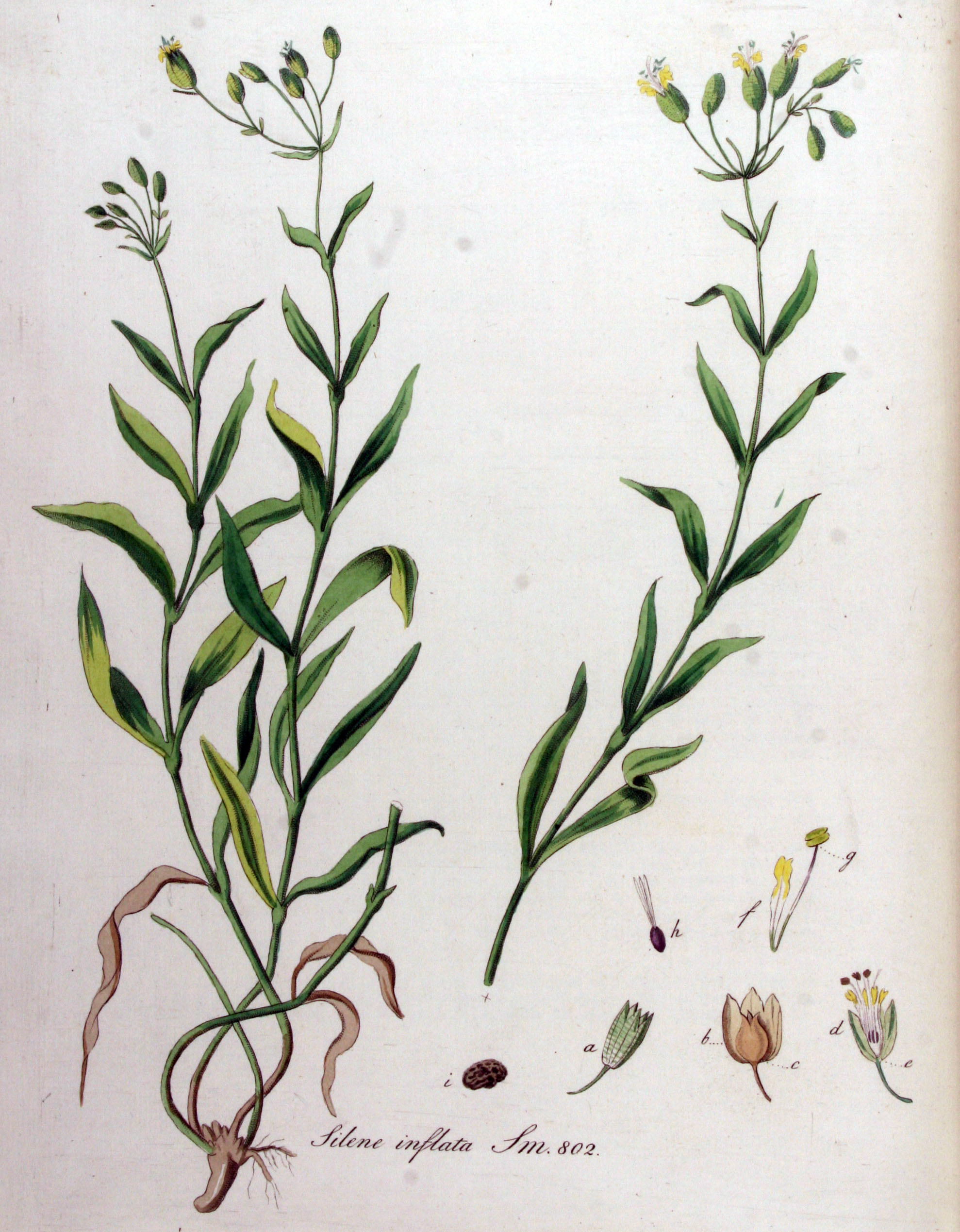
Illustration aus Flora Batava, Band 11

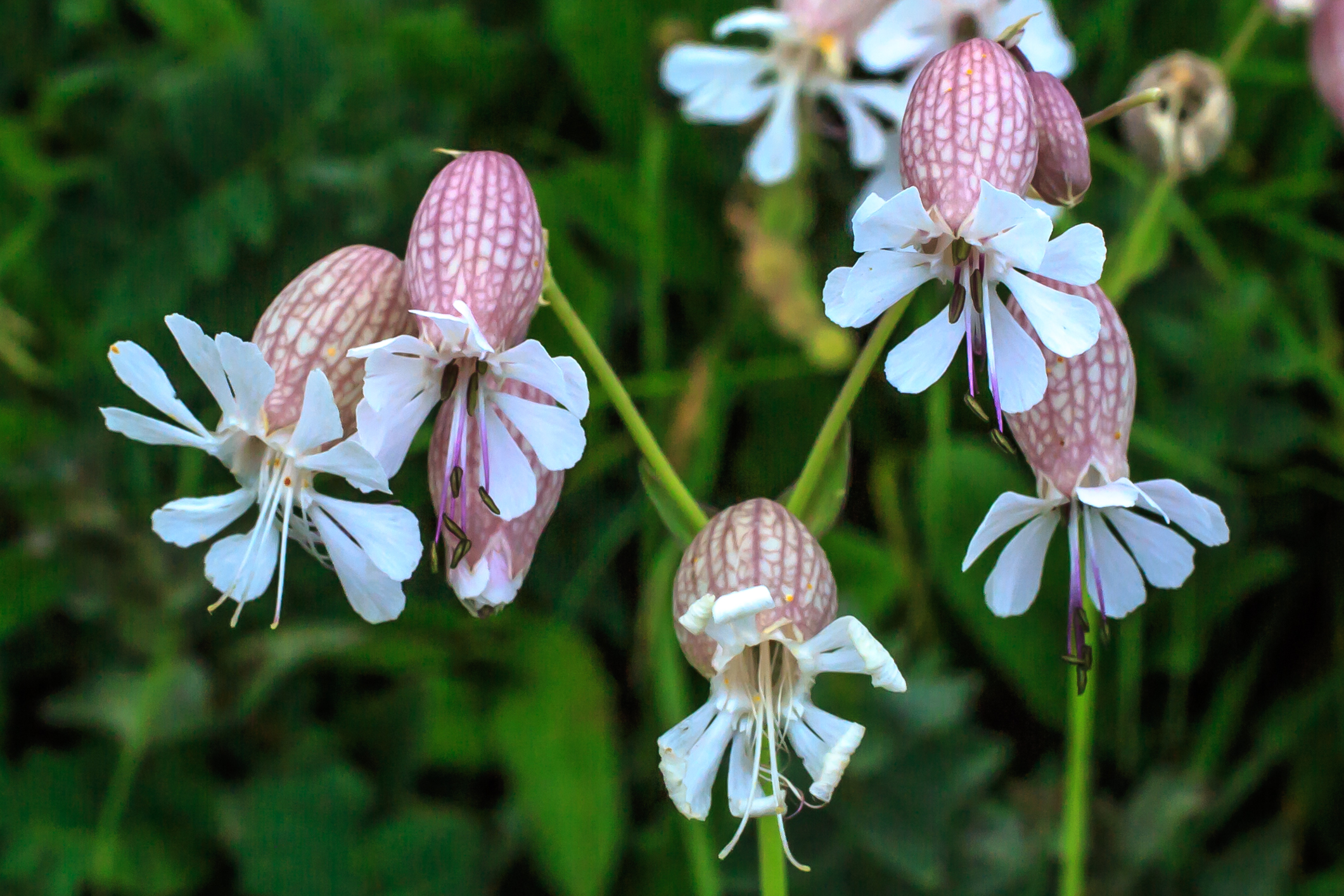
Ausschnitt eines Blütenstandes

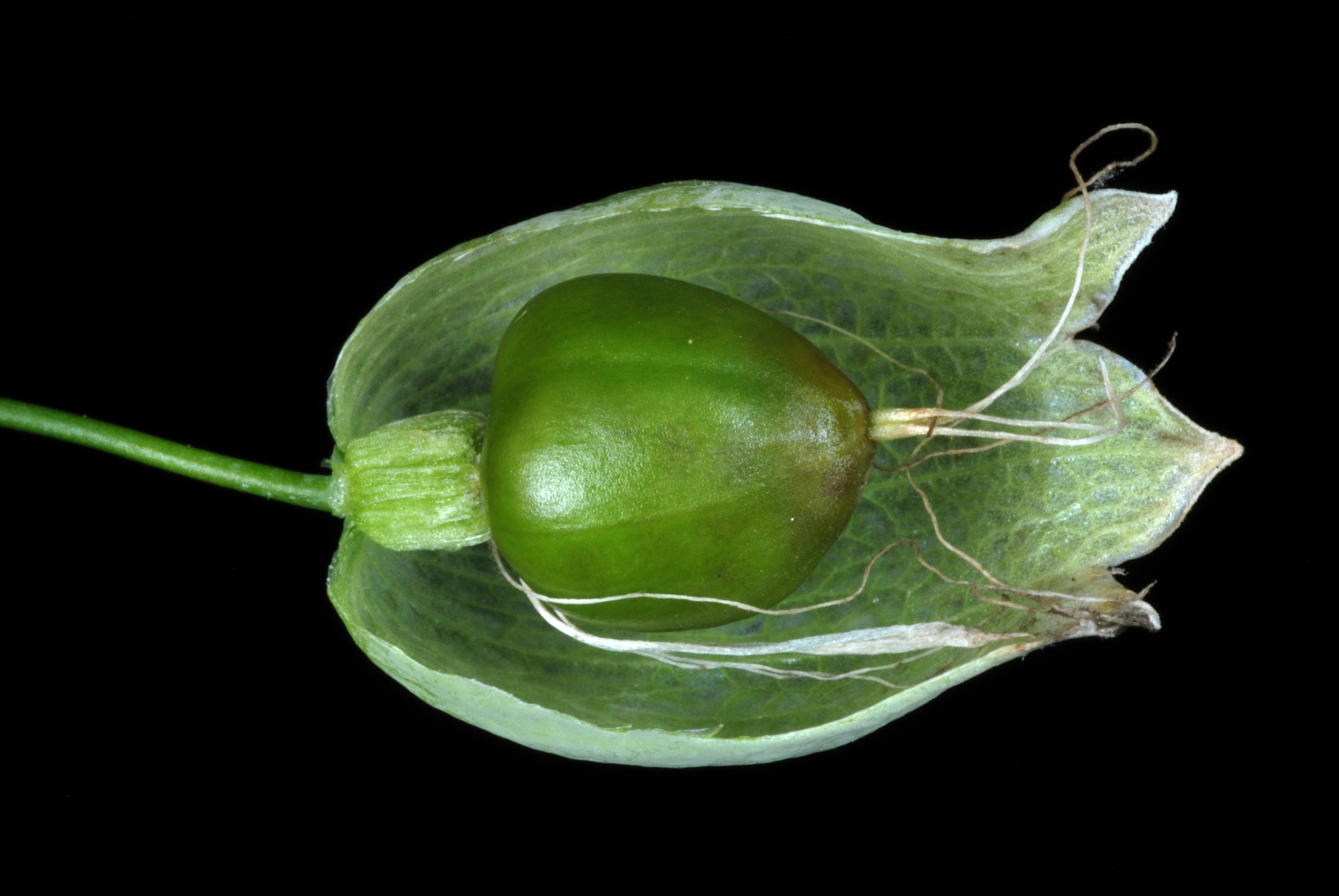
Junge Frucht (Kelch geöffnet)

### Vegetative Merkmale
Das Taubenkropf-Leimkraut ist eine ausdauernde krautige Pflanze, die Wuchshöhen von meist 20 bis 50 (15 bis 60) Zentimetern erreicht. Die Wurzeln können meist bis in eine Tiefe von 1 Meter eindringen. Es wurden aber schon 2,5 Meter Wurzeltiefe beobachtet. Jedes Pflanzenexemplar besitzt einige wenige oder nur einen einzelnen aufsteigenden oder aufrechten Stängel, der im oberen Bereich verzweigt ist. Die oberirdischen Pflanzenteile sind kahl und nicht klebrig drüsig.
Die gegenständig angeordneten Laubblätter sind glatt, bläulich grün und eiförmig bis lanzettlich und am oberen Ende zugespitzt. Die Grundblätter sind bis zu 4 Zentimeter lang und 1,2 Zentimeter breit. Die Stängelblätter sind etwa 7 Zentimeter lang sowie etwa 2,5 Zentimeter breit. Die Blütenstände sprießen zusammen mit zwei gegenständigen Blättern aus einem Knoten am Stängel.

### Generative Merkmale
Die Blütezeit reicht von Mai bis Mitte September. Der endständige, gabelige Blütenstand enthält mehrere (3 bis 20) aufrechte bis leicht nickende Blüten. Auffälligerweise blicken alle Blüten eines Wuchsortes meist in eine Richtung.

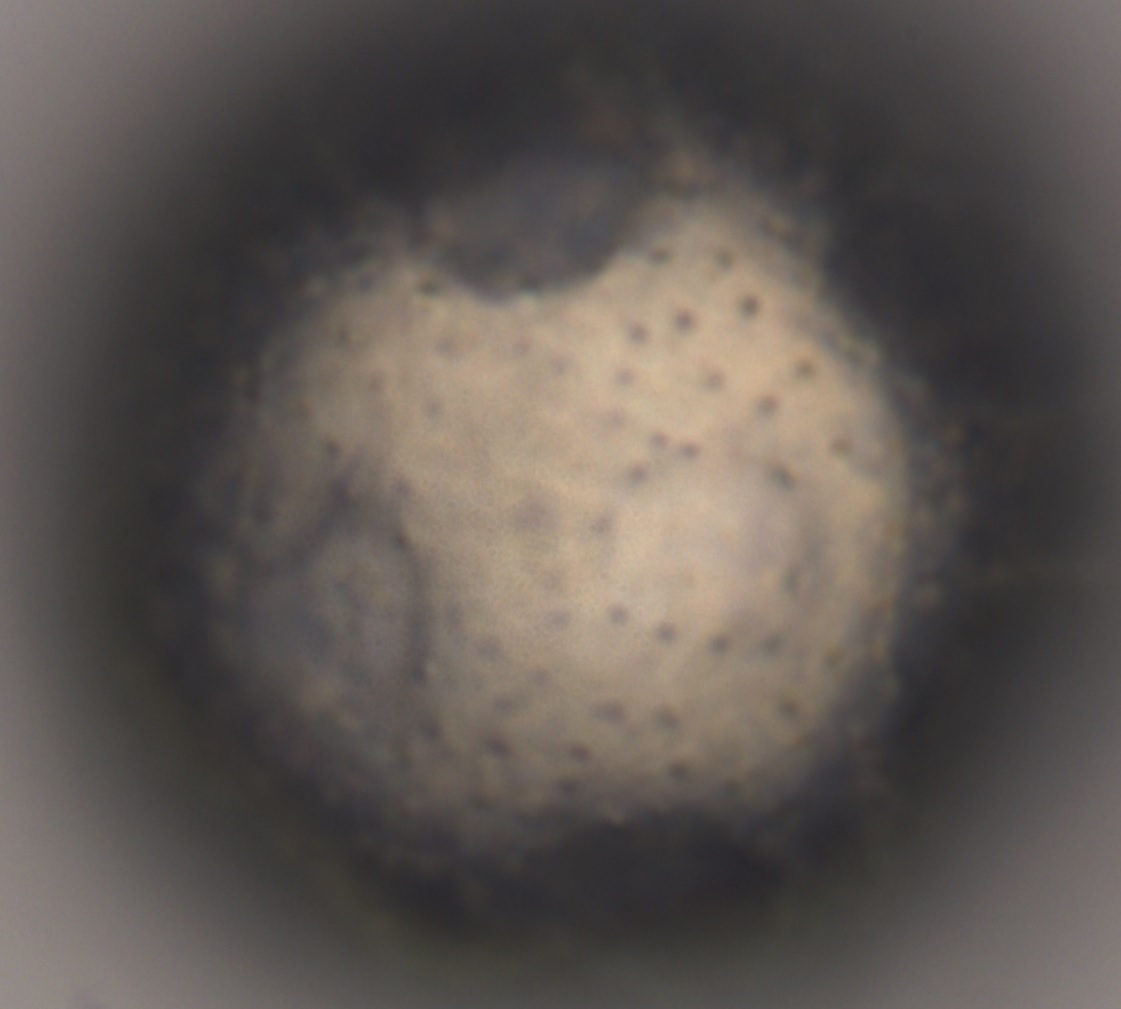
Pollen (400×)

Die zwittrigen Blüten sind radiärsymmetrisch und fünfzählig. Die fünf Kelchblätter bilden eine charakteristische weiße oder hellrosafarbene, stark netzartig geaderte 20-nervige Kelchröhre. Die Kelchröhre ist 1 bis 2 Zentimeter lang und nicht zylindrisch wie bei anderen Leimkraut-Arten, sondern aufgeblasen, daher der Trivialname Taubenkropf. Die fünf 15 bis 25 Millimeter langen, etwa zu einem Drittel eingeschnittenen Kronblätter haben bei offener Blüte einen Durchmesser von etwa 1,5 Zentimeter. Sie erscheinen wachsartig und sind feinpulvrig beschichtet. Es ist keine Nebenkrone vorhanden. Die Blüten können weiblich, männlich oder zwittrig sein. Jede weiblich veranlagte Blüte trägt am Fruchtknoten drei lange Griffel. Die zehn Staubblätter und die Griffel ragen aus der Blütenkrone heraus.
Die kugelige Kapselfrucht öffnet sich oben mit in der Regel sechs zuerst aufrechten, dann nach außen gebogenen Zähnen und entlässt die Samen. Die grauen Samen sind bei einer Länge von etwa 1,5 Millimeter nierenförmig und fein stachelig.
Die Chromosomengrundzahl beträgt x = 12; es wurden Chromosomenzahlen 2n = 24 oder 48 ermittelt.

## Ökologie
Beim Taubenkropf-Leimkraut handelt es sich um einen Chamaephyten oder Hemikryptophyten. Eine vegetative Vermehrung kann durch Verzweigung der Wurzeln und durch Ableger erfolgen.
Die Bestäubung findet entweder durch Bienen und Schmetterlinge statt (Insektenbestäubung), oder die zwittrigen Blüten bestäuben sich selbst (Selbstbestäubung).
Obwohl die Blüten den ganzen Tag geöffnet sind, verströmen sie nur in den Nachtstunden einen kleeartigen Duft, um Insekten anzulocken. An den Nektar tief in ihrem Kelch kommen nur langrüsselige Bienen und Nachtfalter. Hummeln umgehen diese Hürde, indem sie ein Loch in den Kelch beißen, um an den Nektar zu gelangen („Blüteneinbruch“); dabei wird die Blüte aber nicht bestäubt.
Die Ausbreitung der Samen wird durch Selbst- und Windausbreitung bewirkt.

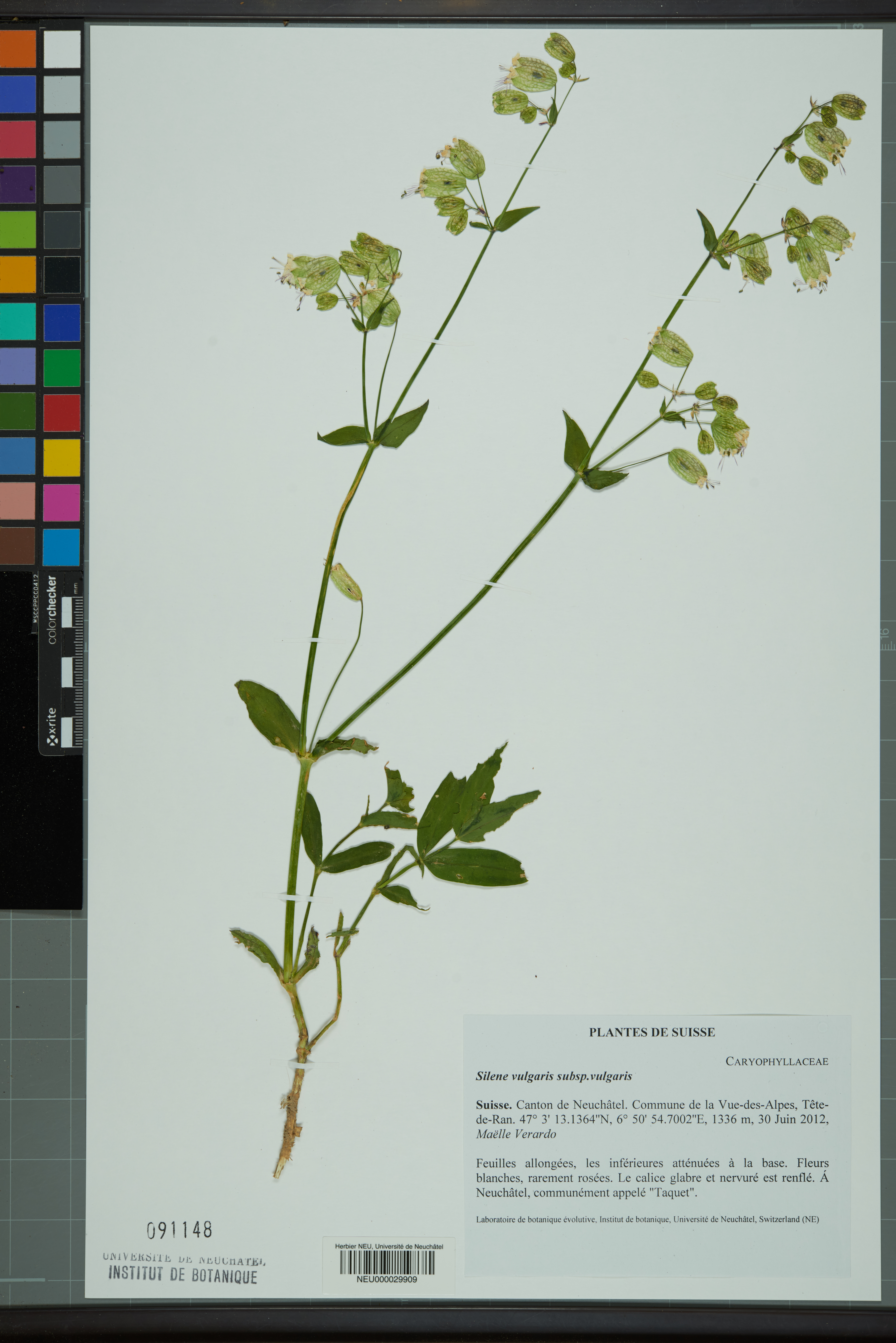
Herbarbeleg von Silene vulgaris subsp. vulgaris

## Vorkommen
Silene vulgaris ist in den gemäßigten Gebieten Europas und Westasiens verbreitet. Es gedeiht bis in mittleren Höhenlagen, vereinzelt aber auch in den Alpen bis 2230 Meter. Außerhalb Eurasiens kommt Silene vulgaris auch in Nordafrika von Natur aus vor.
In Europa kommt es in fast allen Ländern vor und fehlt nur in Belarus und Bosnien-Herzegowina. In Island kommt es unbeständig eingeschleppt vor.
Das Taubenkropf-Leimkraut gedeiht auf eher trockenen, mageren Wiesen, an Rainen, Wegen und auf Kiesflächen und anderen sonnigen Standorten. Das Taubenkropf-Leimkraut gedeiht am besten auf trockenen, wechselfeuchten, nicht sauren und stickstoffarmen, kalkhaltigen Böden. Auf stärker bewirtschafteten Flächen tritt es seltener auf.
Entsprechend den ökologischen Zeigerwerten nach Ellenberg wird Silene vulgaris als Halbschatten- bis Volllicht-Pflanze angegeben. Das Taubenkropf-Leimkraut siedelt oft in größeren Gruppen, ist aber nur selten bestandsbildend.

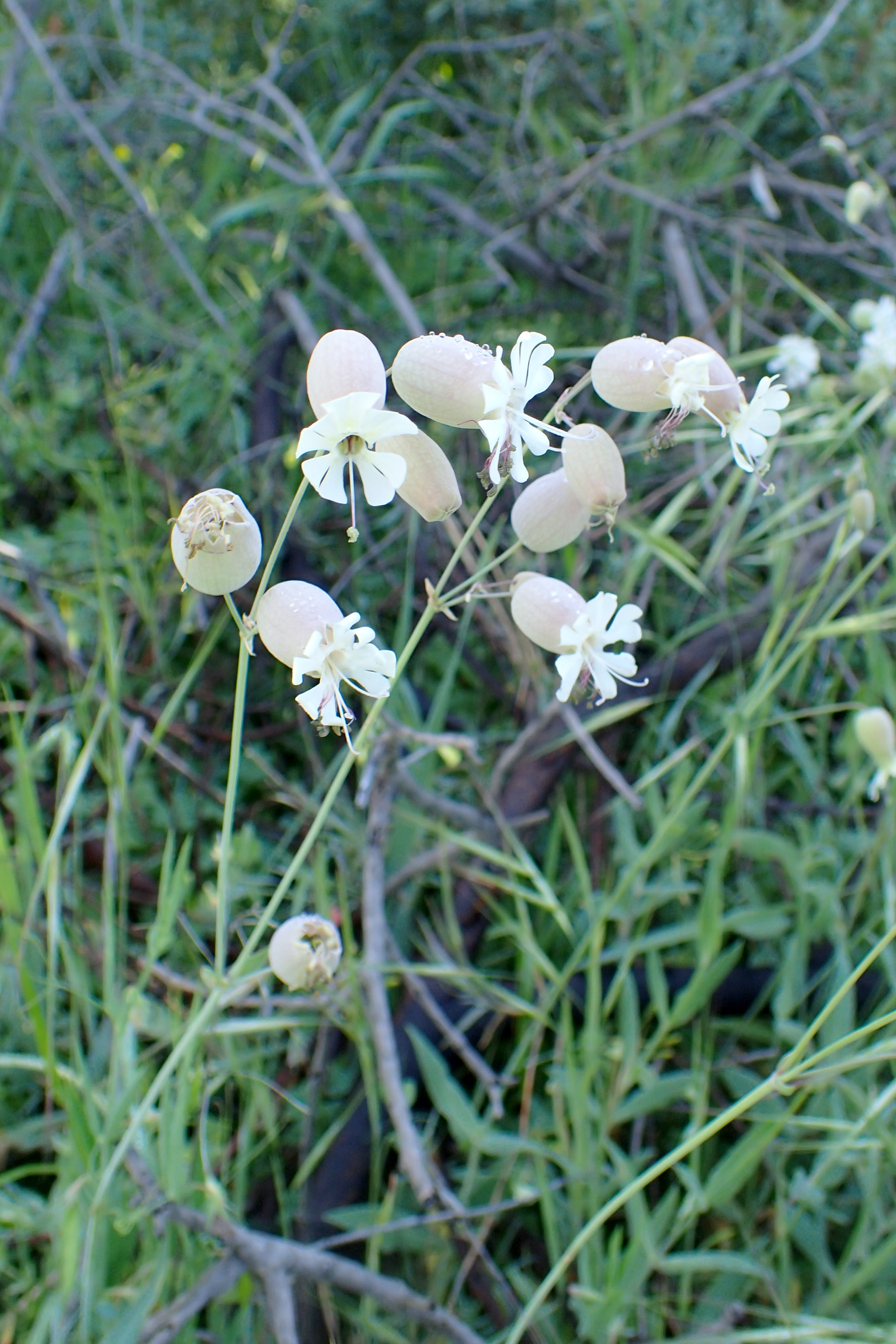
Silene vulgaris subsp. macrocarpa

## Systematik und Verbreitung

### Taxonomie
Die Erstveröffentlichung erfolgte 1753 unter dem Namen Cucubalus behen durch Carl von Linné in Species Plantarum, Tomus I, Seite 414. Dieser Name konnte in der Gattung Silene keine Verwendung finden, da Linné selbst eine Art aus Griechenland mit dem Namen Silene behen besetzt hatte. Die nächste in Frage kommende Veröffentlichung der Art erfolgte 1794 unter dem Namen (Basionym) Behen vulgaris durch Conrad Moench in Methodus Plantas Horti Botanici et Agri Marburgensis Seite 709. Die Neukombination zu Silene vulgaris (Moench) Garcke in der Gattung Silene wurde 1869 durch Christian August Friedrich Garcke in Flora von Nord- und Mittel-Deutschland, Edition 9, Seite 64 veröffentlicht. Synonyme für Silene vulgaris (Moench) Garcke sind: Cucubalus behen L., Cucubalus latifolius Mill., Oberna behen (L.) Ikonn., Silene campanulata Saut., Silene cucubalus Wibel, Silene inflata Sm., Silene latifolia (Mill.) Britten & Rendle, Silene oleracea Ficinus nom. illeg., Silene venosa Asch., Silene angustifolia subsp. vulgaris Briq. des. inval., Silene inflata subsp. vulgaris P.Fourn. des. inval., Silene venosa Asch. subsp. venosa, Silene vulgaris var. maritima. Der akzeptierte Taxonname der Art ist Silene vulgaris (Moench) Garcke.

### Unterarten und ihre Verbreitung
Silene vulgaris ist sehr vielgestaltig und hat daher eine ganze Reihe von Unterarten mit den dazugehörigen Synonymen.
In Mitteleuropa finden sich mindestens zwei bis vier Unterarten, im Mittelmeerraum sind es insgesamt je nach Autor bis über zwölf Unterarten:
- Silene vulgaris subsp. aetnensis (Strobl) Pignatti: Dieser Endemit kommt nur auf Sizilien vor.[7]
- Silene vulgaris subsp. commutata (Guss.) Hayek: Sie kommt in Südeuropa vor.[7]
- Silene vulgaris subsp. glareosa (Jord.) Marsden-Jones & Turrill: Sie kommt in Spanien, Frankreich, Italien, Deutschland, Österreich, in der Schweiz, in Polen, Ungarn, Rumänien, Bulgarien und Slowenien vor.[7] Die ökologischen Zeigerwerte nach Landolt et al. 2010 sind in der Schweiz für diese Unterart: Feuchtezahl F = 2+ (frisch), Lichtzahl L = 5 (sehr hell), Reaktionszahl R = 4 (neutral bis basisch), Temperaturzahl T = 1+ (unter-alpin, supra-subalpin und ober-subalpin), Nährstoffzahl N = 2 (nährstoffarm), Kontinentalitätszahl K = 4 (subkontinental).[10]
- Silene vulgaris subsp. macrocarpa Turrill: Sie kommt in Südeuropa vor.[7]
- Silene vulgaris subsp. prostrata (Gaudin) Schinz & Thell.: Sie kommt in Süd- und Mitteleuropa vor.[7] Die ökologischen Zeigerwerte nach Landolt et al. 2010 sind in der Schweiz für diese Unterart: Feuchtezahl F = 2+ (frisch), Lichtzahl L = 5 (sehr hell), Reaktionszahl R = 4 (neutral bis basisch), Temperaturzahl T = 1+ (unter-alpin, supra-subalpin und ober-subalpin), Nährstoffzahl N = 2 (nährstoffarm), Kontinentalitätszahl K = 4 (subkontinental).[10]
- Silene vulgaris subsp. suffrutescens Greuter & al.: Sie kommt in Griechenland und auf Kreta vor.[7]
- Silene vulgaris subsp. vourinensis Greuter: Sie kommt in Griechenland vor.[7]
- Silene vulgaris (Moench) Garcke subsp. vulgaris: Sie ist in Eurasien und in Nordafrika verbreitet.[7] Die ökologischen Zeigerwerte nach Landolt et al. 2010 sind in der Schweiz für diese Unterart: Feuchtezahl F = 2+ (frisch), Lichtzahl L = 4 (hell), Reaktionszahl R = 3 (schwach sauer bis neutral), Temperaturzahl T = 3 (montan), Nährstoffzahl N = 2 (nährstoffarm), Kontinentalitätszahl K = 4 (subkontinental), Salztoleranz = 1 (tolerant).[10]

### Unterart Gewöhnliches Taubenkropf-Leimkraut
Unterart Gewöhnliches Taubenkropf-Leimkraut (Silene vulgaris (Moench) Garcke subsp. vulgaris):
Die Chromosomenzahl beträgt 2n = 24 oder 48.
Für diese Unterart werden als Standorte angegeben: Fels-, Mauer- und Geröllfluren außerhalb der Hochgebirge, nährstoffreiche Stauden- und ausdauernde Unkrautfluren, halbruderale Queckenrasen trockenwarmer Standorte, Frischwiesen und -weiden, Zwergstrauchheiden und Borstgrasrasen, Trocken- und Halbtrockenrasen, Staudensäume trockenwarmer Standorte, Wälder und Gebüsche trockenwarmer Standorte.
Auf schwermetallhaltigen Böden hat sich eine besondere Unterart des Taubenkropf-Leimkrauts ausgebildet, die sich praktisch nur durch ihre Schwermetallresistenz von den übrigen Pflanzen unterscheidet. Sie trägt den Namen Silene vulgaris subsp. humilis (R.Schub.) Rauschert. Die dazugehörigen Synonyme sind: Silene vulgaris var. humilis R.Schub. und Silene cucubalus subsp. humilis (R.Schub.) Rothm. Sie ist eine Charakterart der Klasse Violetea calaminariae.

### Unterart Kies-Leimkraut
Unterart Kies-Leimkraut (Silene vulgaris subsp. glareosa (Jord.) Marsden-Jones & Turrill). Es gibt eine Reihe von Synonymen: Silene glareosa Jord., Behen alpinus var. glareosus (Jord.) Gusul., Oberna glareosa (Jord.) Ikonn., Silene uniflora subsp. glareosa (Jord.) Chater & Walters, Silene alpina auct., Silene vulgaris subsp. alpina auct. non (Lam.) Thomas, Silene vulgaris subsp. prostrata auct. non (Gaudin) Schinz & Thell., Silene willdenowii auct. non Sweet, Silene inflata subsp. prostrata Gaudin.
Als Unterscheidungsmerkmal zu den anderen Unterarten des Taubenkropf-Leimkrautes dienen die zahlreichen niederliegend aufsteigenden Stängel. Die Blütenstände sind ein- bis siebenblütig und die oberen Stängelblätter wirken krautig. Die Blüten haben meist eine entwickelte Nebenkrone. Die Kapselfrüchte haben umgebogene Zähne und die Samen sind fein warzig mit einer Breite von 1,5 bis 2 Millimetern.
Diese Unterart tritt in höheren Gebirgslagen auf in Rasen, Fels- und Geröllfluren. Sie ist eine Charakterart der Klasse Thlaspietea rotundifolii, kommt vor allem im Petasitetum paradoxi vor, aber auch in Pflanzengesellschaften des Verbands Caricion ferrugineae. Sie kommt in Bayern in Höhenlagen von 1600 bis 2230 Metern Meereshöhe vor; im Kanton Wallis kommt sie von 2000 bis 3000 Meter vor.

## Verwendung
Taubenkropf-Leimkraut als tiefwurzelnde, anspruchslose Staude ist „ideal“ Pflanze für Stein- und Wildgärten. Da sie den ganzen Sommer blüht, kann sie an geeigneter Stelle als Blickfang dienen. Sie gedeiht dabei am besten in trocknen, sonnigen, kalkhaltigen Bereichen. Dort benötigt die weitgehend winterharte Pflanze weder Dünger noch muss sie bewässert werden. Als langblühende Pflanze in Wildgärten ist sie eine wertvolle Futterquelle für Nachtfalter.
Früher wurde aus den Wurzeln Seifenlauge gekocht.
Junge Triebe kann man vor der Blüte pflücken und wie Gemüse verwenden oder roh zu einem Salat geben sowie als frisches Wildkraut für einen interessanten süßlichen Geschmack nach Lakritze und Erbsen in den letzten 5 Minuten Garzeit einem Gericht hinzufügen.
Als Heilpflanze ist das Taubenkropf-Leimkraut, deren Wurzel als „weiße Behenwurzel“ bezeichnet wurde, heute ohne Bedeutung. Es galt jedoch als anregend für den Stoffwechsel. In einer Untersuchung über lokale Ernährungsgewohnheiten im Mittelmeerraum wurde Auszügen aus den Blättern aber eine positive Wirkung bei Diabetes Typ 2 zugesprochen.

## Bilder

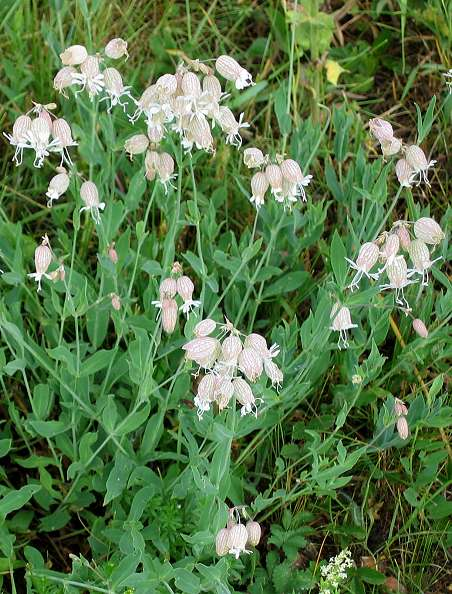
Habitus
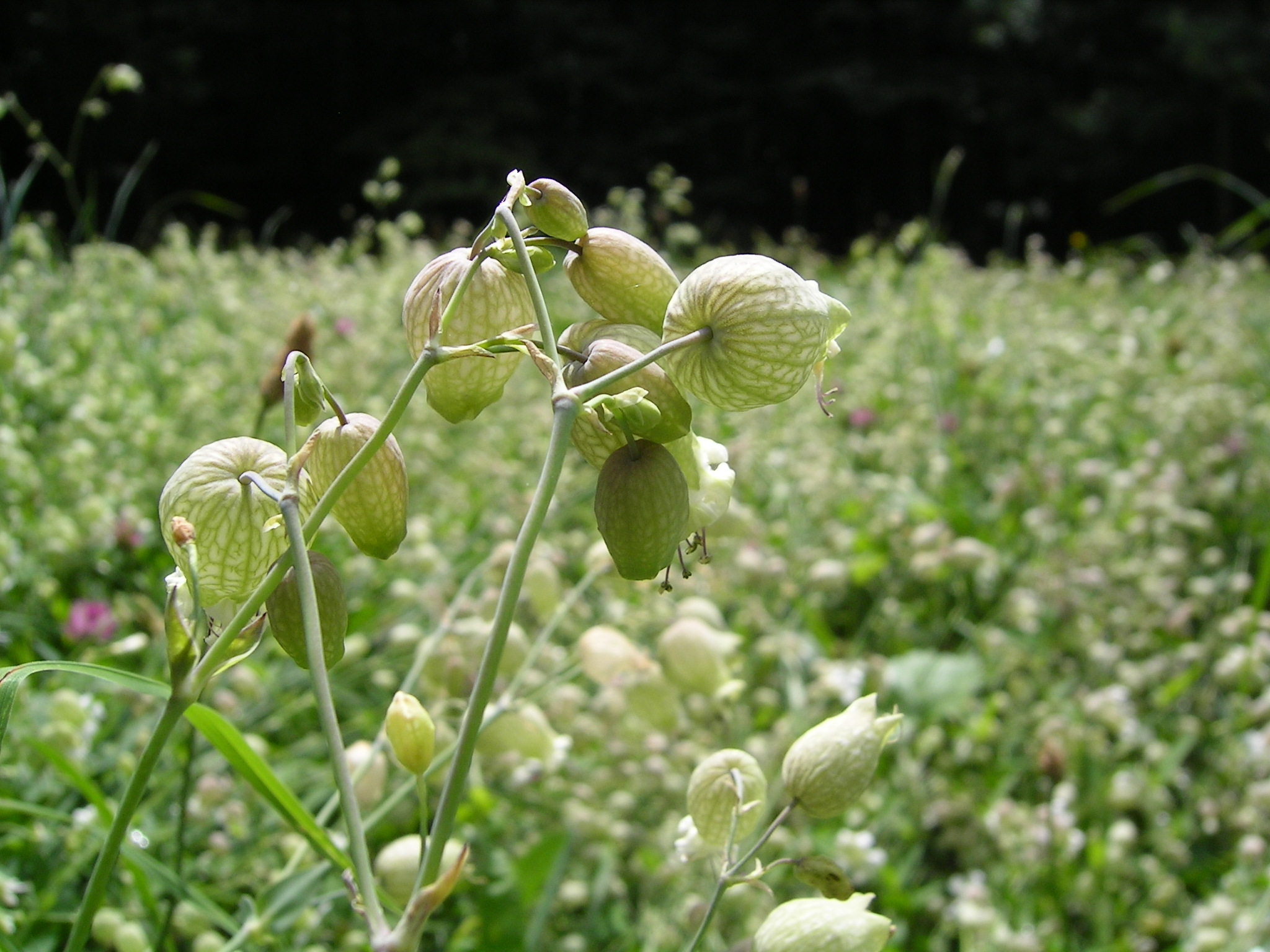
Leimkraut-Feld
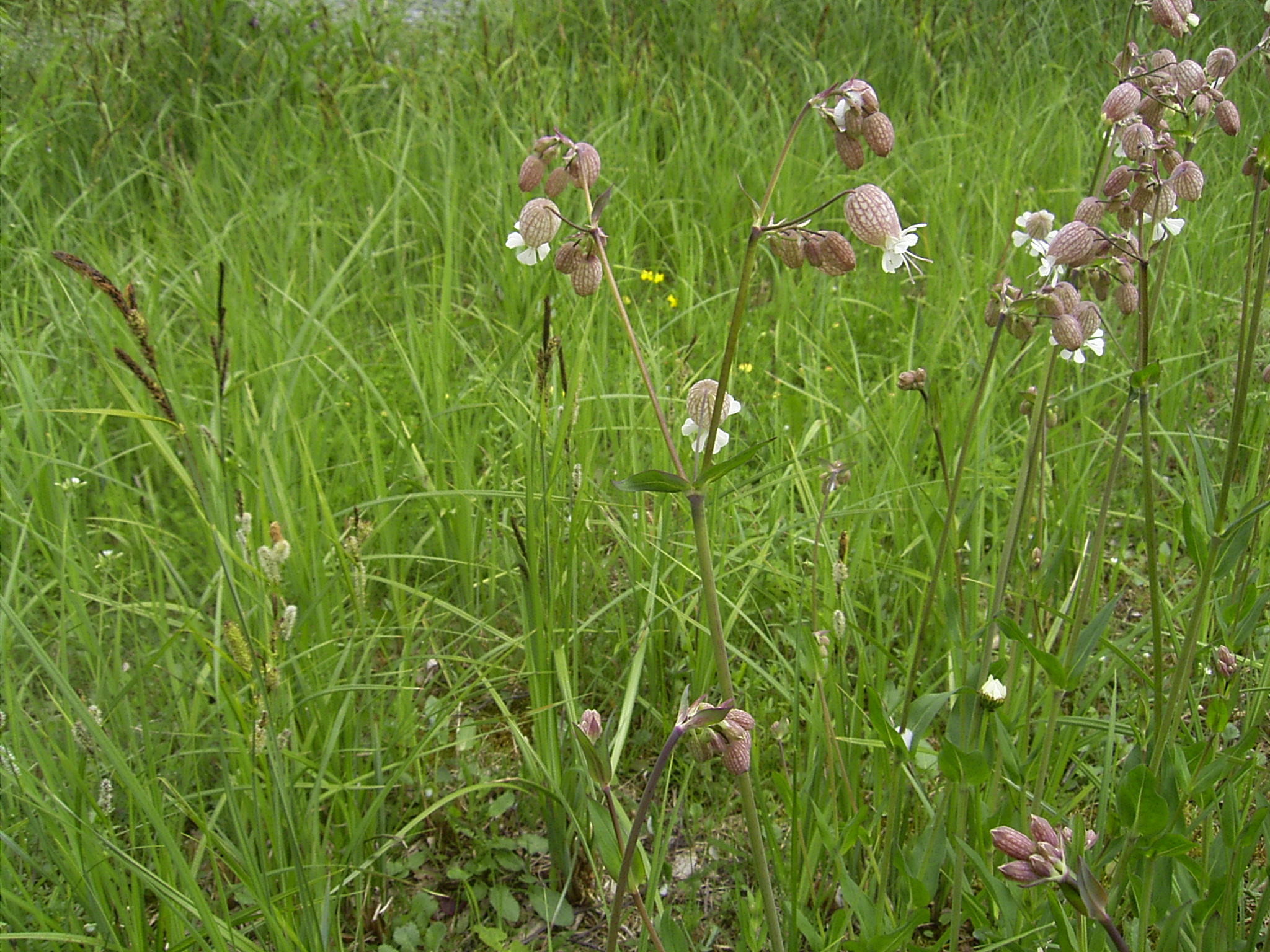
Habitus